# فریدون علی‌مازندرانی
فریدون علی‌مازندرانی (زاده ۲۰ آذر ۱۳۳۰ در تهران) سرهنگ خلبان نورثروپ اف-۵ و خلبان تاپگان اف-۱۴ تام‌کت نیروی هوایی ارتش جمهوری اسلامی ایران بود. وی در تمام دوران جنگ ایران و عراق حضور داشت. همچنین او نخستین موشک هوا به هوای سجیل نصب‌شده بر روی اف-۱۴ را تست و طراحی کرده‌است.

## زندگی‌نامه
فریدون علی مازندرانی،‌ متولد ۲۰ آذر ۱۳۳۰، پس از استخدام در نیروی هوایی در پاییز ۱۳۵۰ و طی دورهٔ خلبانی در کشور آمریکا به‌همراه مصطفی اردستانی، به‌عنوان خلبان اف-۵ - نورثروپ در پاییز ۱۳۵۳ در پایگاه هوایی دزفول مشغول به پرواز شد. در سال ۱۳۵۶ پس از طی دورهٔ خلبانی با هواپیمای اف-۱۴ به پایگاه هوایی اصفهان منتقل گشت.
ایشان در طی هشت سال جنگ تحمیلی همزمان با ماموریتهای جنگی غرورآفرین با تامکت، سرپرستی اداره امور ایثارگران نیرو را نیز بر عهده داشتند.
آخرین پرواز ایشان با تامکت در زمستان ۱۳۷۸ بود.
او و جلیل زندی، مشترکاً به‌عنوان موفق‌ترین خلبانان تامکت در شکار جنگنده‌های دشمن، شناخته شده‌اند.

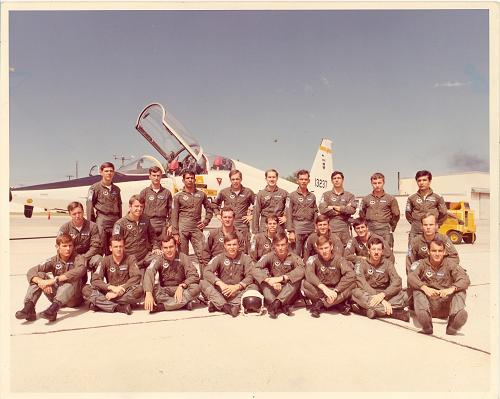
فریدون علی‌مازندرانی (نشسته در سمت راست تصویر) به همراه جمعی از دانشجویان خلبانی در ۱۳۵۰ شمسی، آمریکا

## فهرست شکارهای تأیید شده جنگنده‌های عراق
با موشک یک فروند در ۵۹٫۶٫۲۶
با موشک دو فروند در ۵۹٫۷٫۳
با موشک دو فروند در ۵۹٫۹٫۹
با موشک یک فروند در ۶۰٫۲٫۴
با موشک دو فروند در ۶۱٫۸٫۲۹
با موشک سجیل یک سوپراتاندارد آذر ۶۵
کوبیدن یک میگ ۲۳ به زمین در ۵۹٫۸٫۲۳
با مسلسل یک‌میگ ۲۳ در ۶۲٫۸٫۴
به دریا کوبیدن سه فروند طی درگیری همزمان با ۱۳ فروند، نوروز۱۳۶۴
درگیری بدون سلاح و سقوط دو فروند بخاطر اتمام سوخت چاه نوروز سال ۶۵

## طراحی و تست موشک سجیل
در سال ۱۳۶۴ شمسی و در بحران جنگ ایران و عراق، کشور ایران به دلیل کمبود روغن‌های خنک‌کنندهٔ موشک‌های فونیکس و همچنین هماهنگ نبودن موشک‌های میانبرد اسپارو و کوتاه‌برد سایدوایندر با رادار اف-۱۴های ایرانی و نیاز شدید به موشکی میانبرد، جهت برطرف شدن این نقص، وی به همراه سرتیپ دوم عطاءالله بازرگان، پروژه‌ای را در معاونت جهاد خوکفایی نیروی هوایی ارتش جمهوری اسلامی ایران تحت عنوان پروژهٔ سجیل تعریف نمود که منظور از این پروژه، تبدیل موشک زمین به هوای ام‌آی‌ام-۲۳ هاوک به موشک هوا به هوا و سازگار نمودن آن با رادار هواپیمای اف ۱۴ بود که این پروژه در آبان ماه ۱۳۶۵ به نتیجه رسید و تست پرواز آزمایشی موشک سجیل اولین بار توسط سرهنگ خلبان فریدون-علی مازندرانی و سرهنگ محمد عقبایی کابین عقب ایشان انجام و متعاقباً با دستور و تأکید شهید بابایی، اولین شکار سوپر اتاندارد عراقی با موشک سجیل نیز توسط ایشان انجام شد. که منجر به کسب رتبه دوم تحقیقات کاربردی از هشتمین جشنواره خوارزمی گردید.

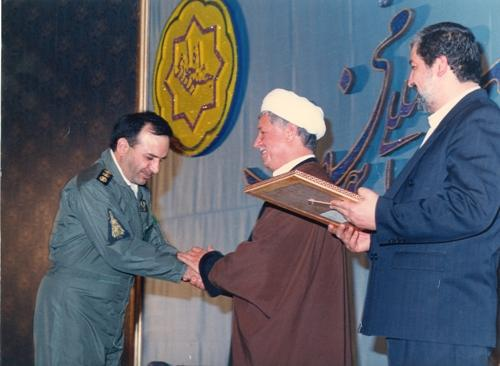
فریدون علی‌مازندرانی در جشنوارهٔ خوارزمی.